# Marcell Ozuna
Artikeln följer den spanska namnseden; faderns efternamn är Ozuna och moderns efternamn Idelfonso.
Marcell Ozuna Idelfonso, född 12 november 1990 i Santo Domingo, är en dominikansk professionell basebollspelare som spelar som outfielder och designated hitter för Atlanta Braves i Major League Baseball (MLB). Han har tidigare spelat för Miami Marlins och St. Louis Cardinals.
Ozuna har vunnit bland annat två Silver Slugger Awards och en Gold Glove Award.